# Maguey Chijolar
Maguey Chijolar är en ort i Mexiko.   Den ligger i kommunen Tantoyuca och delstaten Veracruz, i den sydöstra delen av landet, 240 km norr om huvudstaden Mexico City. Maguey Chijolar ligger 179 meter över havet och antalet invånare är 107.
Terrängen runt Maguey Chijolar är huvudsakligen platt. Maguey Chijolar ligger uppe på en höjd. Runt Maguey Chijolar är det ganska tätbefolkat, med 72 invånare per kvadratkilometer. Närmaste större samhälle är Tantoyuca, 6,3 km sydväst om Maguey Chijolar. Trakten runt Maguey Chijolar består till största delen av jordbruksmark.